# De Havilland Puss Moth
de Havilland Puss Moth – trójmiejscowy brytyjski górnopłat produkowany przez fabrykę De Havilland w latach 1929–1933. Posiadał silnik o mocy 120 KM, a prędkość maksymalna samolotu wynosiła 196 km/h.